# 伊波利托·圣弗拉泰洛

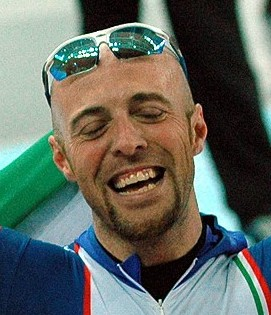
伊波利托·圣弗拉泰洛

伊波利托·圣弗拉泰洛（義大利語：Ippolito Sanfratello，1973年3月11日—），意大利男子速度滑冰运动员。他曾代表意大利获得2006年冬季奥运会速度滑冰比赛男子团体追逐赛金牌。